# Daleka obala (album)
Daleka obala prvi je album grupe Daleka obala objavljen 1990. godine, a sadrži 10 pjesama.
Izdala ga je izdavačka kuća Suzy.

## Popis pjesama
1. Roza
2. Valovi
3. Crni vlak
4. Noć je prekrasna
5. One bi htjele
6. Četrnaest palmi
7. Tonka
8. Hej mala,hej
9. Bubnjevi
10. Daleka obala

Prvi veliki hitovi bili su "Tonka", "Roza", "Daleka obala" i "Valovi". Pjesma "Valovi" još je prije bila izvedena na festivalu u Subotici.

## Vanjske poveznice
diskografija.com - album Daleka obala